# Bataille de Roodewal
Pour les articles homonymes, voir Vredefort (homonymie).
2e guerre des Boers
Batailles
Raid Jameson (décembre 1895 - janvier 1896)
- Doornkop

Front ouest (octobre 1899 - juin 1900)
- Kraaipan
- Belmont
- Graspan
- Modder River
- Stormberg
- Magersfontein
- Kimberley
- Paardeberg
- Poplar Grove
- Driefontein
- Sand River
- Mafeking
- Doornkop
- Biddulphsberg
- Lindley
- Diamond Hill

Front est (octobre 1899 - août 1900)
- Talana Hill
- Elandslaagte
- Rietfontein
- Bataille de Ladysmith
- Colenso
- Spion Kop
- Vaal Krantz
- Siège de Ladysmith
- Libération de Ladysmith
- Bergendal

Raids et guérillas (mars 1900 - mai 1902)
- Sanna's Post
- Mostertshoek
- Jammerbergdrift
- Roodewal
- Bothaville
- Leliefontein
- Nooitgedacht
- Vlakfontein
- Groenkloof
- Elands River
- Bloedrivier Poort
- Bakenlaagte
- Groenkop
- Tweebosch
- Rooiwal

La Bataille de Roodewal (parfois Bataille de Vredefort) fut un affrontement tenu le 7 juin 1900 au cours de la deuxième Guerre des Boers (1899-1902) entre l'Empire britannique et les Boers des deux républiques indépendantes de l'Etat libre d'Orange et du Transvaal.

## Rétroactes
À la suite de la prise de Bloemfontein par les Britanniques le 13 mars 1900, les Boers se réunirent le 17 mars en un Kriegsraat (Conseil de guerre) dans les environs de Kroonstad, et décidèrent d'une nouvelle stratégie contre les britanniques, faites de raids et guérillas. Compte tenu des effectifs respectifs et de l'équipement des deux armées en présence, une guerre régulière était en effet devenue impossible pour les Boers.
Les Boers inaugurèrent cette stratégie par les victoires de Sanna's Post et de Mostertshoek obtenues le 31 mars et le 4 avril 1900 par le Général Christiaan De Wet. Ce dernier ne put cependant tenir le siège de Jammerbergdrift.

## La bataille
De Wet et ses 2 000 hommes décidèrent de réitérer le "coup" de Sanna's Post en s'attaquant par surprise à un nœud de communications britanniques : la gare de Roodewal (sur le site du dôme de Vredefort)
De Wet connaissait bien la région : sa propre ferme se trouvait à 7 km de là. Il scinda ses troupes en 3 groupes.
Steenekamp, avec 300 hommes et 1 canon de campagne Krupp, attaqua la gare de Vredefort, à environ 25 kilomètres vers le nord. Froneman et ses 300 hommes et 2 canons Krupp attaqua le camp du pont de chemin de fer de Rhenoster à 6 kilomètres au nord de Roodewal. De Wet attaqua la station de Roodewal avec un kommando de 80 hommes et un canon.
Le 4e bataillon du Derbyshire défendait la station. Les hommes du pont, mal préparés, se rendirent rapidement, et Froneman revint rapidement aider De Wet. La gare elle-même fut ardemment défendue par un corps indo-britannique, les employés de la poste et un contingent de cheminots. Ils firent notamment un mur des sacs de courrier, mais durent finalement se rendre.
Les Boers les submergèrent sans difficulté et s'emparèrent pour 100 000 £ de biens divers utiles aux raids à venir. Il brûlèrent le reste (500 000 £). Les volumes étaient tels que les Boers durent se servir de leurs chevaux comme animal de bât.
Par mesure de rétaliation, la ferme familiale de Christiaan de Wet est dynamité le 15 juin 1900 par les forces britanniques. Le général boer est ainsi le premier à faire les frais de la politique de la terre brûlée initiée par Lord Roberts.